# Кінг-Сіті (Каліфорнія)
Кінг-Сіті (англ. King City) — місто (англ. city) в США, в окрузі Монтерей штату Каліфорнія. Населення — 13 332 особи (2020).

## Географія
Кінг-Сіті розташований за координатами 36°12′59″ пн. ш. 121°7′55″ зх. д. / 36.21639° пн. ш. 121.13194° зх. д. (36.216283, -121.131962).  За даними Бюро перепису населення США в 2010 році місто мало площу 10,32 км², з яких 9,96 км² — суходіл та 0,36 км² — водойми.

### Клімат
| Клімат : Кінг-Сіті      | Клімат : Кінг-Сіті | Клімат : Кінг-Сіті | Клімат : Кінг-Сіті | Клімат : Кінг-Сіті | Клімат : Кінг-Сіті | Клімат : Кінг-Сіті | Клімат : Кінг-Сіті | Клімат : Кінг-Сіті | Клімат : Кінг-Сіті | Клімат : Кінг-Сіті | Клімат : Кінг-Сіті | Клімат : Кінг-Сіті | Клімат : Кінг-Сіті |
| Показник                | Січ.               | Лют.               | Бер.               | Квіт.              | Трав.              | Черв.              | Лип.               | Серп.              | Вер.               | Жовт.              | Лист.              | Груд.              | Рік                |
| Абсолютний максимум, °C | 30,0               | 32,2               | 33,9               | 40,0               | 42,2               | 44,4               | 43,9               | 45,0               | 46,1               | 42,8               | 35,0               | 32,8               | 46,1               |
| Середній максимум, °C   | 17,2               | 18,7               | 20,8               | 23,3               | 25,8               | 28,2               | 29,4               | 29,6               | 29,3               | 26,3               | 20,6               | 16,7               | 23,8               |
| Середній мінімум, °C    | 2,8                | 4,2                | 5,3                | 6,1                | 8,3                | 10,1               | 11,6               | 11,5               | 10,3               | 7,7                | 4,4                | 2,4                | 7,1                |
| Абсолютний мінімум, °C  | −9,4               | −7,2               | −5,6               | −4,4               | −0,6               | 2,2                | 1,1                | −0,6               | 0,0                | −5                 | −6,7               | −10                | −10                |
| Норма опадів, мм        | 59                 | 64                 | 56                 | 20                 | 8                  | 1                  | 0                  | 0                  | 5                  | 16                 | 29                 | 50                 | 307                |
| Днів з опадами          | 8,0                | 8,6                | 7,6                | 4,6                | 2,0                | 0,4                | 0,1                | 0,2                | 0,8                | 2,3                | 5,0                | 8,1                | 47,7               |
| ----------------------- | ------------------ | ------------------ | ------------------ | ------------------ | ------------------ | ------------------ | ------------------ | ------------------ | ------------------ | ------------------ | ------------------ | ------------------ | ------------------ |
| Джерело: NOAA           |                    |                    |                    |                    |                    |                    |                    |                    |                    |                    |                    |                    |                    |

## Демографія
Згідно з переписом 2010 року, у місті мешкали 12 874 особи в 3008 домогосподарствах у складі 2481 родини. Густота населення становила 1248 осіб/км².  Було 3218 помешкань (312/км²).
Расовий склад населення:
| - 47,9 % — білих - 2,7 % — корінних американців - 1,3 % — азіатів - 1,2 % — чорних або афроамериканців - 0,1 % — вихідців з тихоокеанських островів - 42,3 % — осіб інших рас |

До двох чи більше рас належало 4,5 %. Частка іспаномовних становила 87,5 % від усіх жителів.
За віковим діапазоном населення розподілялося таким чином: 34,0 % — особи молодші 18 років, 60,1 % — особи у віці 18—64 років, 5,9 % — особи у віці 65 років та старші. Медіана віку мешканця становила 25,9 року. На 100 осіб жіночої статі у місті припадало 115,7 чоловіків;  на 100 жінок у віці від 18 років та старших — 119,3 чоловіків також старших 18 років.
Середній дохід на одне домашнє господарство  становив 50 336 доларів США (медіана — 40 238), а середній дохід на одну сім'ю — 49 546 доларів (медіана — 39 490). Медіана доходів становила 26 071 долар для чоловіків та 24 098 доларів для жінок. За межею бідності перебувало 23,9 % осіб, у тому числі 34,4 % дітей у віці до 18 років та 21,9 % осіб у віці 65 років та старших.
Цивільне працевлаштоване населення становило 4910 осіб. Основні галузі зайнятості: сільське господарство, лісництво, риболовля — 47,1 %, роздрібна торгівля — 12,5 %, освіта, охорона здоров'я та соціальна допомога — 9,1 %, науковці, спеціалісти, менеджери — 6,1 %.